# Kohlenschlagen
Das Kohlenschlagen – eigentlich Kugelschlagen – bezeichnet eine seit 1892 belegbare Tradition im Nordthüringer Raum, speziell in der Region Nordhausen, Sondershausen, Schlotheim, Marolterode und im Helbetal. Es gehört zum Osterbrauchtum, denn nur zu diesem Termin findet es statt, es ziehen ausschließlich Männer über die Felder und schlagen eine Holzkugel – die so genannte Kohle – vor sich her.

## Geschichte
Die Entstehung des Kugelspieles Kohlenschlagen wurde von Volkskundlern auf eine kultische Bedeutung untersucht, da hierbei ein eindeutiger Bezug zum Osterfest besteht. Man vermutet, dass die Kugel als Symbol für die Frühlingssonne steht, der mit dem Anschlagen buchstäblich auf die Sprünge geholfen werden sollte. In diesem Zusammenhang wurde auch festgestellt, dass die Sonne in der Meinung der nordthüringer Bevölkerung bei ihrem Aufgang zu Ostern tanzende Sprünge vollführt.
Für die Spieldurchführung gefundene Regeln sind von Ort zu Ort verschieden, auch die Zahl der Mitspieler, deren Ausrüstung und die Lokalitäten innerhalb der Gemarkung wurden oft erst bei Spielbeginn bestimmt. Zum eigentlichen Spielgeschehen wurden weitere Begleiterscheinungen erfunden. So ist das Absingen bestimmter (lustiger) Lieder, der Besuch bestimmter Festpunkte und das strikte Verbot, mit Frauen ins Gespräch zu kommen, verbindlich. Frauen als passive Zuschauer wurden stets geduldet.

### Älteste Belege und mundartliche Bezeichnung
Die um 1980 durchgeführte Quellenforschung ergab eine signifikante Häufung der Spielaufnahme für das Jahr 1892. Seit 2005 gibt es auch Kohlenschlagen in einem Dorf in Brandenburg und seit 2014 wird es auch in Berlin-Spandau gespielt.
| Großberndten          | 1886  | ja   | Karfreitag              | Kohlenschlagen |
| Schlotheim            | 1886? | ja   | Karfreitag              | Kohlenschlagen |
| Elende                | 1892  | nein | ?                       | Kohlenschlagen |
| Münchenlohra          | 1892  | ja   | Karfreitag              | Kugelschlagen  |
| Friedrichslohra       | 1892  | ja   | Karfreitag              | Kugelschlagen  |
| Kleinberndten         | 1892  | ja   | um Ostern               | Kohlenschlagen |
| Hainrode              | 1892  | ja   | Karfreitag/-samstag     | Kugelschlagen  |
| Wernrode              | 1940  | ja   | Karfreitag              | Kohlenschlagen |
| Holzthaleben          | 1955  | ja   | Karfreitag/Ostersonntag | Kojenschlagen  |
| Rockstedt             | 1979  | ja   | Karfreitag              | Kohlenschlagen |
| Holzsußra             | 2001  | ja   | Karfreitag              | Kohlenschlagen |
| Lausitz (Elbe Elster) | 2005  | ja   | Karfreitag              | Kohlenschlagen |
| Sornzig               | 2006  | ja   | Christi Himmelfahrt     | Kohlenschlagen |
| Niederdünzebach       | 2016  | ja   | Anfang März             | Kohlenschlagen |
| Körner                | 2018  | ja   | Karfreitag/-samstag     | Kohlenschlagen |
| Obergebra             | 2022  | ja   | Karfreitag              | Kohlenschlagen |

### Dem Kohlenschlagen ähnliche Spiele
Ball- und Kugelspiele wurden bereits von antiken Völkern ersonnen, verwendet wurden Leder- und Stoffbälle.
In Deutschland trifft man noch auf folgende Spiele:
- das Klootschießen wird in Friesland, um Jever, zur Winterzeit gespielt. Eine Metallkugel wird verwendet und muss über den Boden geschoben werden.
- das Eisboßeln wird um Dithmarschen zur Winterzeit gespielt. Eine bleigefüllte Holzkugel wird auf der Eisfläche oder auf der Straße bewegt.
- verschiedene Abarten von Kegelspielen und Schlagballspielen

## Der Ablauf

### Hainrode
Das Kohleschlagen findet an zwei Tagen statt – Karfreitag und Karsamstag. Es treten Männer und Burschenmannschaften an, diese bilden jeweils zwei Parteien (rechte und linke Partei). Der Schiedsrichter belehrt vor Beginn des Spieles alle Spieler und erklärt die Regeln. Jede Partei bestimmt einen Spielführer, diese kämpfen um den Spielbeginn (Vorwahl). Bei den Burschen sind das der Burschenschulze für die rechte Partei und der Vize für die linke Partei. Nun werden die Spieler abwechselnd ausgewählt, jeder Mitspieler erhält eine Nummer, die ihm auf dem rechten – bzw. dem linken Schuh aufgeschrieben wird. Bei ungerader Teilnehmerzahl wird der letzte gewählte Spieler – das Küken – in beide Mannschaften eingetragen, muss also beide Teams bedienen (entsprechend hat er auch bei beiden Mannschaften Strafe abzuleisten). Auch das Spielzubehör – die Hämmer, Standstöcke (Knüppel), Ersatzteile usw. wurden vor Spielbeginn als rechte oder linke markiert.
Nachdem der Standstock in den Boden gesteckt und mit der Kohle belegt wurde, erfolgt durch den ersten Spieler (rechte oder linke Mannschaft) der Anstoß. Der Auftreffpunkt der Kugel wird zum Abschlagpunkt des nächsten Spielers, indem der Standstock an diesen Punkt eingepflanzt wird und darauf die Kugel erneut abgelegt wird.
Beim Schlagen werden die Spieler von ihrer Mannschaft angefeuert mit Hammer – die Gegnerischen brüllen dagegen verächtlich Knüppel, da sie sich wünschen, der Spieler möge nicht die Kugel, sondern den Standstock treffen. Ungültige Schläge sind, wenn die Kugel ohne Zutun des Spielers herunterfällt oder beim Schlag nur gestreift wurde. Jeder Spieler hat pro Durchgang nur einen Schlag. Nach Ablauf des Durchganges wird bestimmt, welche Mannschaft dem Zielpunkt am nächsten gekommen ist, diese Mannschaft erhält dafür einen Punkt, der „Schmitz“ genannt wird. Der nächste Durchgang wird mit dem Umtauschen des Zubehörs gestartet, rechte und linke Mannschaft tauschen, um Ungerechtigkeiten vorzubeugen.
Die Regeln fordern, dass die Kugel immer vom Aufschlagpunkt aus weitergespielt werden muss, auch wenn das in einer Pfütze oder auf der Straße ist. Da es im Gelände zahlreiche Hindernisse (Bäume, Hecken) zu beachten gibt, wird auf der Spielstrecke von etwa 3 bis 4 km mancher Strafpunkt vermerkt, da die Kugel durch nichts in ihrem Flug gestoppt oder rückwärts bewegt werden darf. Zielpunkt ist ein bei Spielbeginn festgelegter Punkt.
Nach Spielende wird abgerechnet, Strafpunkte werden abkassiert und die Mannschaft mit den meisten Schmitzen hat gewonnen.

### Schlotheim
Die ältesten Fotobelege des Schlotheimer Kohlenschlagens stammen von 1914. Die Tradition ist freilich älter.
Nach dem Zweiten Weltkrieg griff der Schlotheimer Freundeskreis um Hans Erdenberger den alten Brauch des Kohlenschlagens auf, seitdem ist die Tradition dieser Gruppe lückenlos belegt. Seit Erdenbergers Tod 1966 wird ihm zu Ehren der „Hans-Erdenberger-Pokal“ alljährlich an den besten Kohlenschläger verliehen. Um den Erdenbergerpokal schlagen heute etwa 40 aktive Kohlenschläger, ausschließlich Männer. Es gibt auch vereinzelte Gruppen mit Frauen.
Das Kohlenschlagen findet traditionell immer am Karfreitag statt. Um acht Uhr treffen sich die Männer an der alten Mühle in Schlotheim. Hier werden als erstes einzelne Gruppen von sieben bis neun Leuten gebildet. Nun geht es über eine festgelegte Strecke zum Kirchberg, wo der erste Pflichtschlag gemacht wird. Weiter geht es zur Feldscheune, bei der der zweite Pflichtschlag direkt über die Scheune erfolgt. Die Feldscheune gibt es nicht mehr, sie wurde abgerissen. Daher geht es ohne diesen Pflichtschlag weiter. Der Weg führt dann zurück zum Bahnhof in Schlotheim. Die Punkte aller Teilnehmer werden gezählt und das Ergebnis bekannt gegeben.
Heute gibt es zahlreiche weitere Gruppen, die auf unterschiedlichen Routen um Schlotheim schlagen, so dass man die Zahl der einheimischen und auch zahlreichen auswärtigen Kohlenschläger mit Schlotheimer Wurzeln mit mehreren Hundert angeben kann.

### Lausitz (Elbe Elster)
Erstmals wurde im Jahre 2005 auch in Lausitz, einem Dorf in Brandenburg, Kohleschlagen gespielt. Seitdem spielt es eine Gruppe Jugendlicher (die Zahl wächst jedes Jahr an) jedes Jahr zum Karfreitag, wobei die Regeln im Groben übernommen wurden, allerdings fanden gewisse Modifikationen statt. So gibt es keine feste Strecke, vielmehr wird jedes Jahr eine neue Strecke und ein neues Ziel bestimmt, welchem entgegen geschlagen wird. Die Spieldauer variiert dabei zwischen 3 und 6 Stunden. Für Fehler (kurzer Schlag, Stockschlag, Luftschlag, beschädigen der Ausrüstung) gibt es Strafpunkte. Der Spieler, der am Ende des Tages die wenigsten Punkte hat, bekommt den „Horschtschn-Wanderpokal“ überreicht. Der Spieler mit den meisten Strafpunkten muss wiederum den „Pömpel der Schande“ für ein Jahr zu sich nehmen. Des Weiteren gibt es die Regel, dass jedes Jahr eine „Kohle-Schlag-Jungfrau“ anwesend sein muss, um die Götter des Kohleschlagens nicht zu erzürnen.

## Ausrüstung
Zum Kohlenschlagen wird folgende Ausrüstung benötigt:
Die Heide bezeichnet das Schlagwerkzeug, mit dem der Kohlenschläger die Kohle wegschlägt. Am Stiel (Weißdornstab oder Glasfiberstab) ist ein Holzklotz befestigt. Traditionsbewusste Kohlenschläger verwenden für den Stiel einen Weißdornast.
Die Kohle ist eine Kugel aus Holz. Sie hat einen Durchmesser von etwa sieben Zentimeter. Unten befindet sich ein kleiner Hals, der auf dem Knüppel aufgesetzt wird. Damit die Kohle nach dem Schlag besser im Feld gefunden wird, ist sie bunt angemalt.
Der Knüppel ist ein rund ein Meter langer Holzstab, der in die Erde gesteckt wird. Auf ihm wird die Kohle aufgesetzt, damit sich der Kohlenschläger beim Schlag nicht so sehr bücken muss.

## Regeln
Laut Grundregel muss die Kohle von dort aus geschlagen werden, wo sie nach dem Schlag des Vorschlägers liegen geblieben ist. Für gute Schläge erfolgt von der Gruppe ein gemeinschaftliches Gemurmel. Für schlechte Schläge werden Strafpunkte vergeben:
- Schlagweite unter 20 Meter: 5 Punkte (Ditsch)
- nur der Knüppel wird getroffen, die Kohle bleibt liegen: 10 Punkte (Knüppelditsch)
- weder Kohle noch Knüppel werden getroffen: 15 Punkte (Windditsch)

Jeder schlechte Schlag kann höchstens zwei Mal wiederholt werden. Dann ist der nächste Schläger an der Reihe. Weiterhin werden Strafpunkte für verlorene Kohlen und zerschlagenen Heiden vergeben. Dafür muss traditionell ein Geldbetrag als Strafe gezahlt werden.
Eine weitere Disziplin ist der Pflichtschlag. Dabei muss die Kohle über eine Scheune geschlagen werden. Misslingt das, gibt es 20 Strafpunkte.